# In Your Eyes (filme)
In Your Eyes é um filme de romance paranormal americano de 2014 dirigido por Brin Hill e escrito por Joss Whedon, estrelado por Zoe Kazan, Michael Stahl-David, Nikki Reed, Steve Harris e Mark Feuerstein. É o segundo longa da Bellwether Pictures. In Your Eyes , ambientado no Novo México e em New Hampshire, segue Dylan e Rebecca. Eles vivem em lados opostos do país, mas são capazes de sentir o que o outro está sentindo – apesar de serem desconhecidos um do outro.
O filme teve sua estreia mundial no Tribeca Film Festival de 2014 em 20 de abril. Imediatamente depois, foi auto-distribuído on-line em vez de ser distribuído nos cinemas.

## Enredo
A Rebecca Porter está prestes a andar de trenó em New Hampshire, enquanto do outro lado do país, no Novo México, o jovem Dylan Kershaw está na escola com um grupo de amigos. De repente, mesmo sem saber o que está acontecendo ou por que, Dylan é capaz de sentir tudo o que Rebecca sente, e no exato momento em que Rebecca bate seu trenó, deixando-a inconsciente, Dylan é jogado de sua mesa e é nocauteado.
Vinte anos depois, Rebecca (Zoe Kazan) está casada com um médico de sucesso, Phillip Porter (Mark Feuerstein), enquanto Dylan (Michael Stahl-David) acaba de sair da prisão. Uma noite, Rebecca vai a um jantar com o marido, e Dylan está em um bar local tentando ficar longe de problemas. No entanto, um homem com quem ele estava jogando sinuca mais cedo o atinge nas costas com um taco de sinuca. O impacto joga Rebecca no chão, o que ela não consegue explicar ao anfitrião do jantar e seu marido a castiga por seu comportamento depois.
No dia seguinte, Dylan e Becky se conectam mais uma vez e aprendem que, se falarem em voz alta, podem ouvir um ao outro, podem ver o que o outro está olhando e sentir o que o outro está sentindo. Eles estabelecem que não são apenas invenções de suas respectivas imaginações, e a presença do outro lado é uma pessoa real. Eles conversam mais tarde naquela noite e começam a se conhecer enquanto conversam; mostram um ao outro o ambiente, compartilham seus sonhos e experiências e, finalmente, os dois ficam na frente de espelhos para que um olhe o outro.
Ao longo de suas respectivas experiências, com Rebecca na arrecadação de fundos de Philip e Dylan tendo um encontro com uma mulher, eles se aproximam. Becky percebe que Dylan está apaixonado por ela e ela mesma também está se apaixonando por ele, então ela tenta interromper a comunicação. O marido de Becky percebe que ela se afastou dele e fica intrigado e perturbado com o comportamento estranho que ele viu quando ela estava em contato mental com Dylan. Um de seus amigos, pensando que Becky está tendo um caso ou está ficando louca, diz suas suspeitas a ele, e ele e um colega médico a internam à força. Dylan, por outro lado, perde seu emprego pós-prisão em uma lavadora de carros quando os clientes começam a ficar preocupados com seu estado mental, observando-o aparentemente falando sozinho enquanto estava em contato com Becky.
Mais tarde, Dylan sente que Becky está com problemas, então ele viola sua liberdade condicional roubando um carro para chegar ao aeroporto e, posteriormente, deixa o estado sem permissão, pegando um avião para New Hampshire para resgatar Becky da instituição mental. Incapaz de alugar um carro no aeroporto, Dylan rouba um. Enquanto ela o guia telepaticamente nas estradas entre o aeroporto e a instituição, ele usa sua inteligência criminosa para guiar Becky através de sua fuga da instalação, incluindo o arrombamento de uma porta. Becky evita ser vista até chegar à porta da frente, onde ela encontra seu marido e, posteriormente, lhe dá um soco no rosto antes de fugir da instalação, enquanto Dylan está sendo perseguido por vários carros de polícia. Ambos conseguem despistar seus respectivos perseguidores e acabam correndo a pé pela floresta em direção a um trem. Eles conseguem subir em um vagão vazio, onde finalmente se conhecem pessoalmente pela primeira vez e dão um beijo.

## Elenco
- Zoe Kazan como Rebecca Porter[3]
- Michael Stahl-David como Dylan Kershaw[4]
- Nikki Reed como Donna[5]
- Steve Harris como Giddons[6]
- Mark Feuerstein como Phillip Porter[7]
- Steve Howey como Bo Soames[8]
- David Gallagher como Lyle Soames[6]
- Michael Yebba como chefe Booth[6]
- Reed Birney como Dr. Maynard[6]
- Joe Unger como Wayne[6]
- Tamara Hickey como Dorothy[6]
- Jennifer Grey como Diane[9]

Abigail Spencer foi originalmente escolhida para interpretar o papel principal no filme, mas o papel foi dado mais tarde Kazan.

## Produção
As filmagens começaram no final de fevereiro de 2012, em New Hampshire. O produtor e cofundador da Bellwether Pictures, Kai Cole, justificou a escolha, dizendo: “A localização é muito importante para mim. Acho que as pessoas percebem quando você as está enganando com a magia do cinema. Queríamos que tudo fosse autêntico, da arquitetura à paisagem e New Hampshire é perfeito para nós". O diretor Brin Hill acrescentou que, devido à importância disso no roteiro, "estávamos perseguindo neve". Começamos em Connecticut, mas não havia neve, então nos mudamos para Ohio, mas não havia neve [...] e continuamos nos movendo para o norte". As filmagens ocorreram em Exeter, Manchester, Hooksett, Bedford, Windham, Claremont e Amherst.

A sequência de abertura na colina de trenós foi filmada na McIntyre Ski Area, e algumas cenas também foram filmadas no deserto do Novo México. Eles terminaram seu último dia de filmagem na Costa Leste no início de março de 2012, mudando-se para Los Angeles para filmar a outra metade. Hill gravou o filme digitalmente com uma Arri Alexa, e disse que gostou da "versatilidade" dela, citando a proximidade da aparência do filme com a de um filme analógico como uma característica satisfatória tanto para ele quanto para sua diretora de fotografia, Elisha Christian. O roteiro foi escrito por Joss Whedon no início dos anos 90 e passou por várias reescritas ao longo das duas décadas. Para Hill, "o aspecto mais interessante do roteiro foi o tema da conexão – e o que significa conectar na sociedade de hoje".